# Mehring
Mehring là một đô thị thuộc huyện Altötting bang Bayern nước Đức